# Hazel Musgrove
Hazel Musgrove (6 de fevereiro de 1989) é uma jogadora de polo aquático britânica.

## Carreira
Hazel Musgrove em Londres 2012 integrou a Seleção Britânica de Polo Aquático Feminino que ficou em 8º lugar.